# Грюнинг, Фердинанд
Фердинанд Грюнинг или Грининг (пол. Ferdynand Grüning или Grining; 6 августа 1885 или 1886, Лодзь — предположительно 1939) – Польский серийный убийца и насильник детей по прозвищу «Вампир из Лодзи».  Суд над ним и совершенные им преступления получили широкое освещение в средствах массовой информации в межвоенный период.